# Délai de grâce
Dans le contexte du processus de prêt hypothécaire, le délai de grâce (forbearance en anglais) est un accord entre le prêteur et l'emprunteur visant à retarder une saisie immobilière.
Lorsque les emprunteurs hypothécaires ne sont pas en mesure de respecter leurs conditions de remboursement, les prêteurs peuvent choisir de procéder à une saisie du bien hypothéqué. Pour éviter la saisie, le prêteur et l'emprunteur peuvent conclure un accord appelé "forbearance". Selon cet accord, le prêteur retarde son droit d'exercer la saisie si l'emprunteur arrive à rattraper son retard de paiement dans un délai imparti. Ce délai et le plan de remboursement dépendent des détails de l'accord qui est conclu entre les deux parties.